# Henrikh Mkhitaryan
Henrikh Hamlet Mkhitaryan (em armênio: Հենրիխ Համլետի Մխիթարյան; Erevan, 21 de janeiro de 1989) é um futebolista armênio que atua como meio-campista. Atualmente joga na Internazionale.
Nos tempos de União Soviética, seu nome era russificado para Genrikh Gamletovich Mkhitaryan (Генрих Гамлетович Мхитарян, em russo).
Mkhitaryan começou sua carreira jogando pela Base do Pyunik, clube armênio, até que, por conta de um intercâmbio do clube, rumou ao Brasil para fazer testes no São Paulo. Lá, contudo, não agradou os representantes da equipe paulista e retornou ao país natal para iniciar sua prolífica carreira.
Após muito destaque, onde venceu oito títulos enquanto esteve em solo armênio, o atleta decidiu deixar o país para assinar com o Shakhtar Donetsk, e lá conseguiu grandes performances até se tornar o jogador com mais gols em uma temporada de Campeonato Ucraniano com 25 bolas na rede.
Após mais conquistas, assinou com o Borussia Dortmund após uma intensa disputa de equipes inglesas. Em solo alemão, foi novamente um nome importante na equipe e conseguiu chegar ao prêmio de Melhor Jogador da Bundesliga de 2015–16, sendo também o líder em assistências do Campeonato.
Depois disso assinou um novo contrato para ir à Premier League, onde conseguiu fazer uma consistente campanha no título do Manchester United da Liga Europa de 2016–17, onde fez um gol de bicicleta na final. Em tal competição, conseguiu entrar para o Time Ideal.
Apesar disso, nunca conseguiu se firmar totalmente na equipe e deixou o clube de José Mourinho em janeiro de 2018 para ir ao Arsenal. Lá, foi novamente finalista da Liga Europa, mas por conta do jogo ser no Azerbaijão, país que possuía conflitos bélicos intensos com a Armênia, o meio-campista deixou de participar da partida final e os Gunners foram vice-campeões.
Depois disso, assinou com a Roma e lá pôde reencontrar a sua boa fase que não conseguiu se manifestar na Inglaterra. Seu sucesso foi tão imediato que ele rescindiu o contrato com o clube inglês para assinar em definitivo com os italianos após o fim do curto empréstimo que possuía. Futuramente, na mesma equipe, viria a se reencontrar com Mourinho e ambos voltariam a vencer um título continental inédito: a Conference League de 2021–22.

## Carreira

### Pyunik
Mkhitaryan começou a jogar futebol nas categorias de base do Pyunik. Em 2003, quando o São Paulo tinha um projeto de intercâmbio com o governo da Armênia, Henrikh chegou com um grupo de garotos para realizar treinamentos no então CT de Barueri, onde o time paulista mantinha suas categorias de base.
Durante o período de quatro meses de experiência, ele chegou a treinar na equipe infantil.
Porém, devido ao baixo aproveitamento nos treinos, o armênio foi mandado de volta ao seu clube de origem.

### Metalurh Zaporizhya
Clube que defendeu de 2009 a 2010, Mkhitaryan fez 16 gols em 44 jogos, no meio da temporada, foi contratado pelo Shakhtar, poderoso na Ucrânia.

### Shakhtar Donetsk

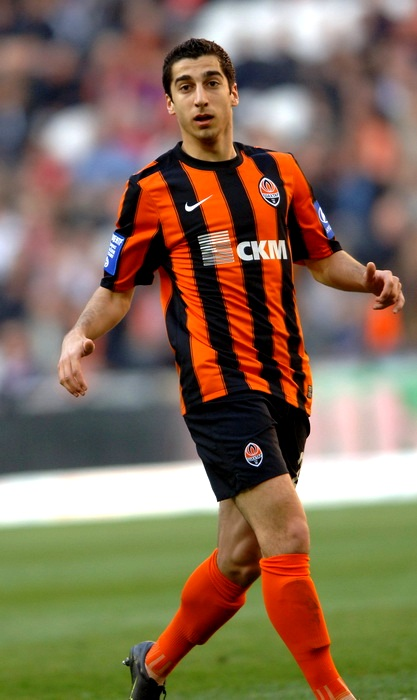
Mkhitaryan pelo Shakhtar em 2011.

Chegando no Shakhtar, Henrikh tivera um começo sem muito brilho individualmente. Apesar do pouco feito, foi uma peça constante no elenco ucraniano e conquistara os títulos da Copa da Ucrânia e do Campeonato Ucraniano.
Nesse mesmo período, disputou a Liga dos Campeões da UEFA de 2010–11. O armênio não marcou nenhum gol na campanha, mas viu a equipe rumar às quartas de final após eliminarem a Roma nas oitavas. Lá, porém, enfrentariam o Barcelona e foram derrotados por 6 a 1 no placar agregado.
Em sua segunda temporada, Henrikh tivera uma mudança importante de posição na carreira. Outrora o jogador atuava em uma linha recuada, próximos aos zagueiros e mais distantes do ataque. Todavia, o atleta passou a performar bem ofensivamente e passou a ocupar a posição de meia-atacante, colocando o brasileiro Jadson no banco de reservas do time ucraniano. Com menos espaço, o brasileiro assinou com o São Paulo em janeiro de 2012, isto é, na segunda metade da época, e Mkhitaryan tivera um espaço livre de grandes competições.
Ao fim da temporada 2011–12, o jogador pudera novamente comemorar os títulos da Copa da Ucrânia e do Campeonato Ucraniano.[carece de fontes?] Ao todo, na Liga, fizera 10 gols; estando somente a quatro gols do artilheiro Yevhen Seleznyov.
O meio-campista viria a ter uma singular temporada entre os biênios de 2012 e 2013. Lá, o jogador começou vencendo a Supercopa da Ucrânia pela primeira vez na carreira e marcou 10 gols nos primeiros seis jogos de Premier-Liha, sendo um hat-trick contra o Futbolniy Klub Chornomorets na sexta rodada.
Por conta dos feitos de 2012, o armênio figurou na lista dos 100 Melhores Jogadores do Mundo em 2012 pelo jornal The Guardian.
Ao longo da temporada, continuou a performar ativamente e chegou a marca de 25 gols na Liga Ucraniana – estabelecendo um recorde. Além do título do Campeonato, conquistara a Copa da Ucrânia novamente e o prêmio de Melhor Jogador do Campeonato Ucraniano. Henrikh marcou seus únicos dois gols em uma competição europeia, no mesmo jogo, contra o FC Nordsjælland na estreia da Liga dos Campeões da UEFA de 2012–13.

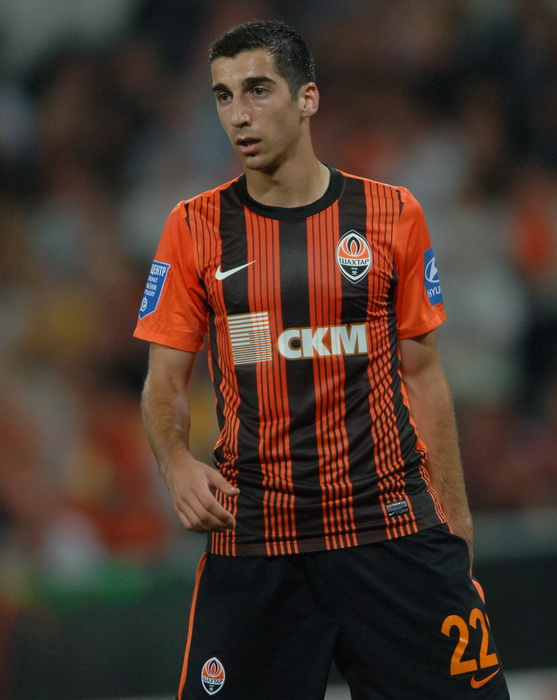
Mkhitaryan em 2012.

Nessa mesma edição, a equipe surpreendeu a Europa ao conseguir passar de fase em um grupo que possuía a Juventus e o Chelsea como favoritos. A equipe, todavia, não conseguiu superar o Borussia Dortmund e amargaram uma eliminação já nas oitavas de final.
Por conta das grandes performances, o jogador chamou a atenção dos tradicionais times europeus de diversos países. Inicialmente, o Liverpool estivera muito interessado em contar com o jogador armênio, mas os Reds encontraram um grande obstáculo ao verem o Borussia Dortmund, vice-campeão da Liga dos Campeões, atravessar as negociações de última hora. Por fim, o Tottenham também esteve em busca do atleta, ainda que em menor intensidade por estar ocupado com a venda de Paulinho ao Corinthians.
Por fim, o jogador viu o clube alemão investir muito na sua contratação e assinou com a equipe amarela. O Dortmund buscava um substituto para Mario Götze, que tinha deixado a equipe para assinar com o FC Bayern München.

### Borussia Dortmund
Acertou com o Borussia Dortmund, em junho de 2013, um vínculo até junho de 2017. Contratado por 27,5 milhões de euros, foi a contratação mais cara da história do clube ate então.
Em sua primeira temporada pelo time alemão, o jogador se viu em um ambiente muito qualificado. O jogador, que começou atuando na mesma faixa de campo sob o comando de Jürgen Klopp, tinha como companheiro de time o artilheiro Robert Lewandowski, Marco Reus e Pierre-Emerick Aubameyang. Desse modo, Henrikh tivera menos obrigações de finalização, mas contribuiu ativamente com 10 assistências e 9 gols na Bundesliga de 2013–14.
Sobre o treinador, o armênio comentou sobre a importância do comandante na sua vida profissional:
| “ | Sou grato a ele porque ele trabalhou muito em mim — na minha personalidade, na minha psicologia — porque eu estava realmente muito estressado depois de alguns jogos que jogamos mal. Ele me mostrou o caminho do que eu tinha que fazer e como eu tinha que fazer. Ele sempre me apoiava, dizendo 'todo mundo comete erros, mas você não precisa abaixar a cabeça, você sempre tem que manter a cabeça erguida. | ” |

Na época seguinte, porém, o atleta tivera de enfrentar diferentes desafios. Lewandowski havia deixado o time para assinar com o FC Bayern München, e o clube não conseguiu brigar pelo título, ainda que Aubameyang conseguisse superar o seu número de tentos de Bundesliga da época passada. Henrikh, por sua vez, mudou de vez de posição, passando a atuar normalmente como ponta direita e diminuiu consideravelmente o seu número de participações em gols, limitando-se a três tentos na Liga Alemã.
Após a saída de Klopp ao Liverpool, o Borussia contratou Thomas Tuchel para o cargo e foi com o alemão que Mkhitaryan tivera sua melhor época em solo alemão. Mesmo sem o título da Bundesliga de 2015–16, a equipe novamente ficara com a segunda colocação, a mesma da temporada de estreia de Henrikh, e o jogador conseguiu chegar a marca de 15 assistências e 11 gols em 31 partidas. Desse modo, foi eleito pela revista Kicker o melhor jogador da temporada 2015–16 da Bundesliga, ao ser líder de assistências da competição.
Ainda em solo alemão, Mkhitaryan disputou a Copa da Alemanha três vezes. Em todas as oportunidades chegou na final, mas perdeu elas em 2014 e 2016 para o Bayern, e em 2015 para o VfL Wolfsburg. De todas essas campanhas, o jogador se saiu melhor na edição de 2015–16, onde marcou cinco gols consecutivamente. A sexta partida, no entanto, foi contra os multicampeões da Baviera, e o Dortmund de Thomas Tuchel perdeu em uma disputa por pênaltis. Ao fim, mesmo sem o título, o armênio tornou-se o artilheiro da competição.
O armênio disputou a Supercopa da Alemanha apenas uma vez, mas lá pode conquistar seu único troféu nacional no ano de 2014, ao vencerem o Bayern por 2 a 0, sendo ele o autor do primeiro gol da partida.
As boas temporadas de Klopp levaram o Borussia a disputar a Liga dos Campeões da UEFA duas vezes. Todavia, o armênio não fizera nenhuma campanha individual memorável. Na Liga dos Campeões da UEFA de 2013–14, o jogador marcou um gol contra o Arsenal na Fase de Grupos e contra o Zenit nas oitavas. Mesmo sem mais participações diretas, o clube rumou às quartas de final e lá perderam para o Real Madrid.
Ele também disputou a Liga dos Campeões da UEFA de 2014–15, mas não fizera nenhum tento e viu o clube ser eliminado nas oitavas de final para Juventus.
Por conta de uma campanha ruim na Bundesliga de 2014–15, o clube tivera de disputar uma vaga na Liga Europa através dos Play-Offs. Lá, foi importantíssimo ao fazer cinco gols em quatro partidas, sendo a mais memorável delas o hat-trick contra o Wolfsberger AC.
Na Fase de Grupos, o Borussia conseguiu fazer uma consistente campanha. Mkhitaryan fizera somente um gol e duas assistências contra o FK Gabala, mas começou a ter outras boas performances a partir dos 16 avos – tendo dado duas assistências contra o Porto, uma assistência contra o Tottenham nas oitavas e um gol e outra assistência diante o Liverpool na Fase seguinte.
Ao enfrentar os Reds nas quartas de final, que a altura eram comandados pelo ex-treinador do Borussia, Jürgen Klopp, o jogador conseguiu garantir o empate no jogo de ida ao fazer um cruzamento que culminou no tento de Mats Hummels. Na partida seguinte, o armênio abriu o placar aos cinco minutos, mas a equipe de Anfield superou os adversários com tentos de Divock Origi, Philippe Coutinho, Mamadou Sakho e Dejan Lovren e venceram a partida pelo placar de 4 a 3.
Após 110 partidas, o jogador deixou o time alemão com 41 gols marcados.
Sua saída do Dortmund foi novamente recheada de especulações, já que outras equipes tradicionais da Europa buscavam tê-lo. Um dos nomes vinculados era novamente o do Liverpool, que tinha Klopp como treinador. Contudo, por já conhecer o atleta e essa não ser sua filosofia de contratação, Jürgen negou dizendo que nunca teve o interesse de colocá-lo sob seu comando nos Reds.

### Manchester United

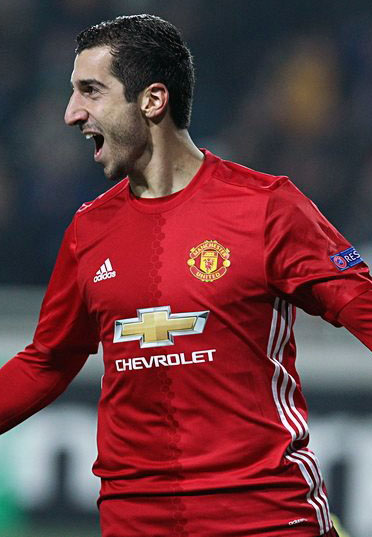
Mkhitaryan pelo Manchester United em 2016.

Em 2 de julho de 2016, o Borussia anunciou um acordo de transferência do meio-campista para o Manchester United. Mkhitaryan foi apresentado oficialmente quatro dias depois.
O armênio estreou no clube de Manchester jogando um minuto na vitória dos Red Devils diante o Leicester City na Supercopa da Inglaterra de 2016. Futuramente, fizera seu primeiro jogo na Premier League na rodada de abertura contra o Bournemouth, e no dia 11 de dezembro, após retornar de um período por lesão, pela 15ª rodada da Liga, marcou um tento na vitória do seu time por 1 a 0 sobre o Tottenham, o jogador tornou-se o primeiro armênio a marcar um gol no Campeonato Inglês.

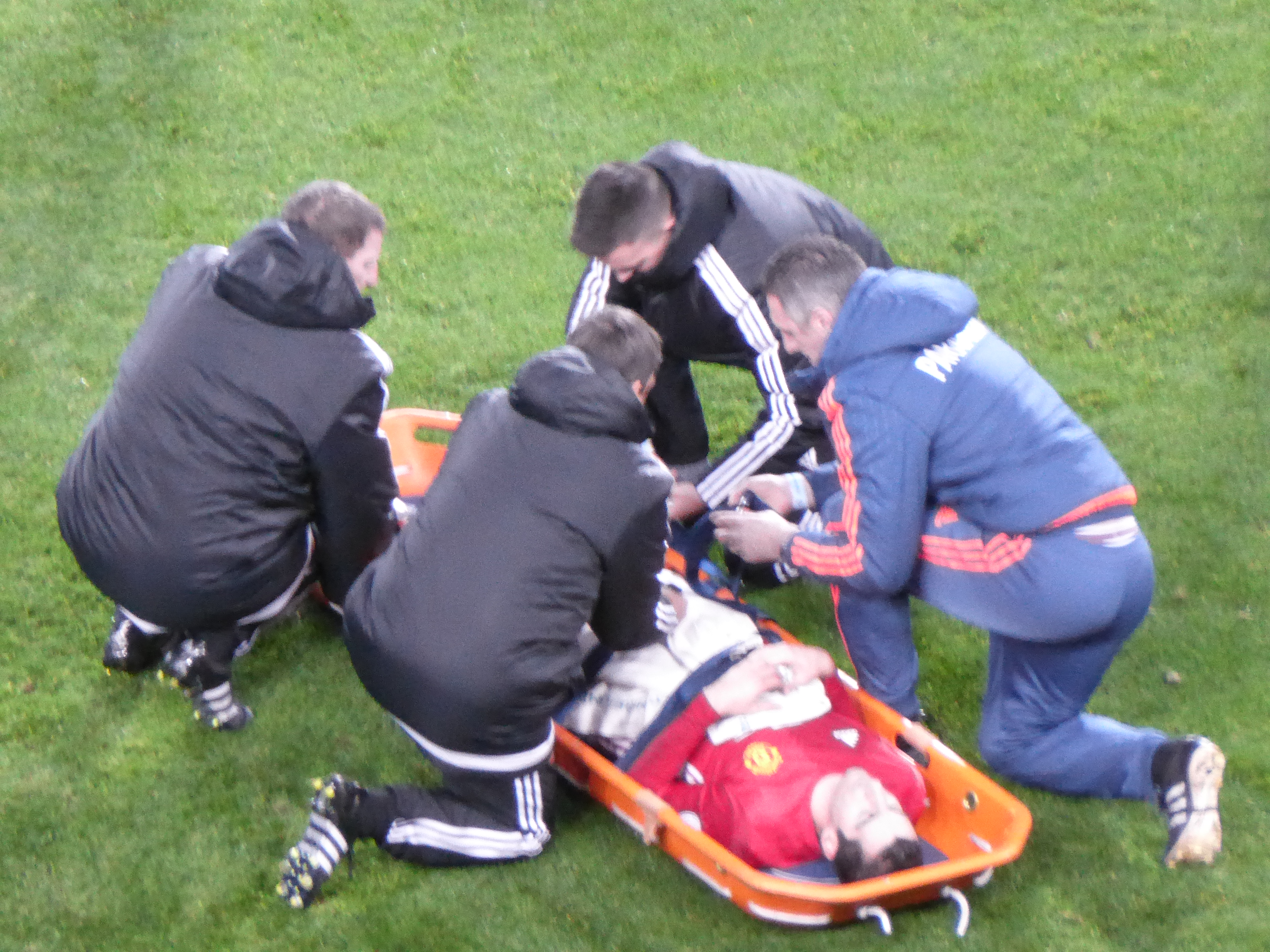
Mkhitaryan teve uma nova lesão na mesma partida que marcou um gol contra o Tottenham e precisou ser substituído aos 85 minutos.

Após mais um período de lesão, dessa vez menor, o atleta voltou a jogar na 18ª rodada e marcou outro gol diante o Sunderland em dezembro de 2016.
Este tento foi muito importante para o atleta. Na ocasião, a equipe estava vencendo a partida por 2 a 0 no Old Trafford, quando, aos 85 minutos, Zlatan Ibrahimović acerta um cruzamento dentro da área e Henrikh, com o calcanhar, acerta "chute de escorpião" e estufa as redes do goleiro adversário. Esse gol foi tão emblemático que rendeu ao jogador o prêmio de Gol da Temporada do Manchester United e Gol do Mês da Premier League.
Em sua primeira temporada sob o comando de José Mourinho, o jogador tivera uma sequência significativa, estando presente em bons momentos do clube inglês na Liga Inglesa e na Liga Europa. Na primeira competição, conseguiu chegar a marca de quatro gols e alcançou a sexta colocação na tabela.
Mas foi jogando a Liga Europa que o jogador mais se destacou. Em 11 partidas, o armênio fizera seis gols e contemplou o clube vermelho comemorar o título da competição ao vencerem o Ajax na decisão por 2 a 0 – com Mkhitaryan fazendo o último gol do jogo, de bicicleta, aos 48 minutos. As boas performances também fizeram Henrikh estar na Equipe Ideal da competição.
Além do título Continental, o jogador também estivera presente na conquista da Copa da Liga Inglesa de 2016–17. Na ocasião, fizera somente dois jogos e deu três assistências ao todo – o suficiente para fazer com que ele liderasse essas estatísticas na competição.[carece de fontes?] No fim, deixou de participar do jogo de volta da semifinal por opção do comandante português e não participou da decisão por estar lesionado. Lá, a equipe venceu o Southampton por 3 a 2.

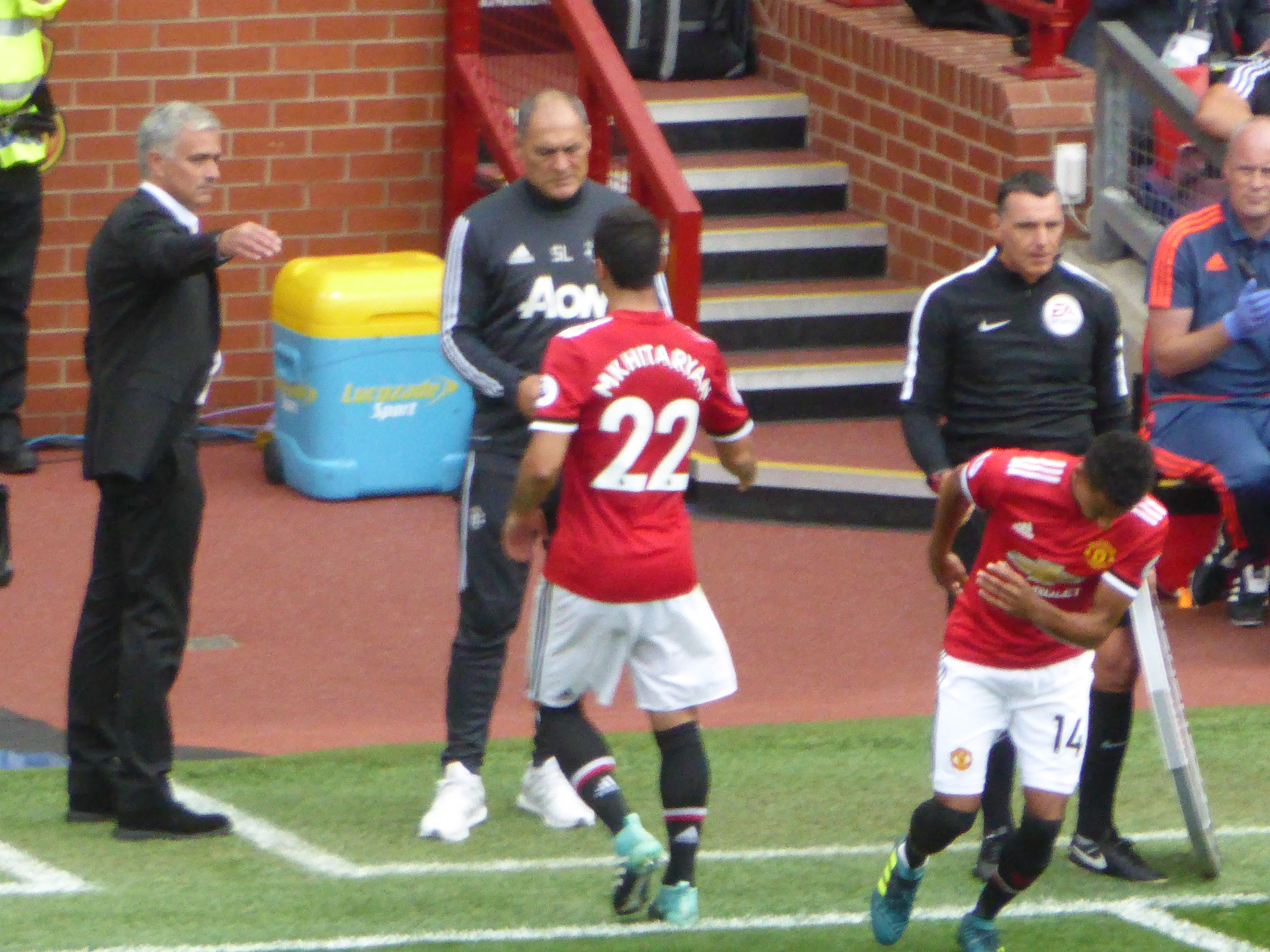
Henrikh deixando o gramado para entrada de Jesse Lingard em 2017.

Apesar do início regular, a sequência do jogador na equipe inglesa não foi muito satisfatória. O armênio permaneceu no clube sob o comando de Mourinho, mas os problemas de adaptação se tornaram ainda mais alarmantes. Somado ao baixo desempenho do jogador, o clube entrou em uma fase ruim e perdeu a Supercopa da UEFA de 2017 e foi eliminado pelo Bristol City na mesma competição que eles haviam sido campeões na época passada.
Mkhitaryan tivera somente um gol na Premier League de 2017–18 e na Liga dos Campeões. Chegando até mesmo a ficar de fora dos relacionados em algumas oportunidades durante a sua última passagem no time. De tal modo, passou a ser pouco utilizado e suas baixas performances levaram o clube a negociá-lo em janeiro de 2018. Nessa mesma época, o treinador da Seleção Armênia se pronunciou dizendo que acreditava haver um problema entre o seu jogador e o técnico dos Red Devils.
Assim, depois de uma temporada e meia, 63 partidas, 13 gols e três troféus, o armênio deixou o clube para assinar com a equipe de Arsène Wenger em uma troca de jogadores.

### Arsenal

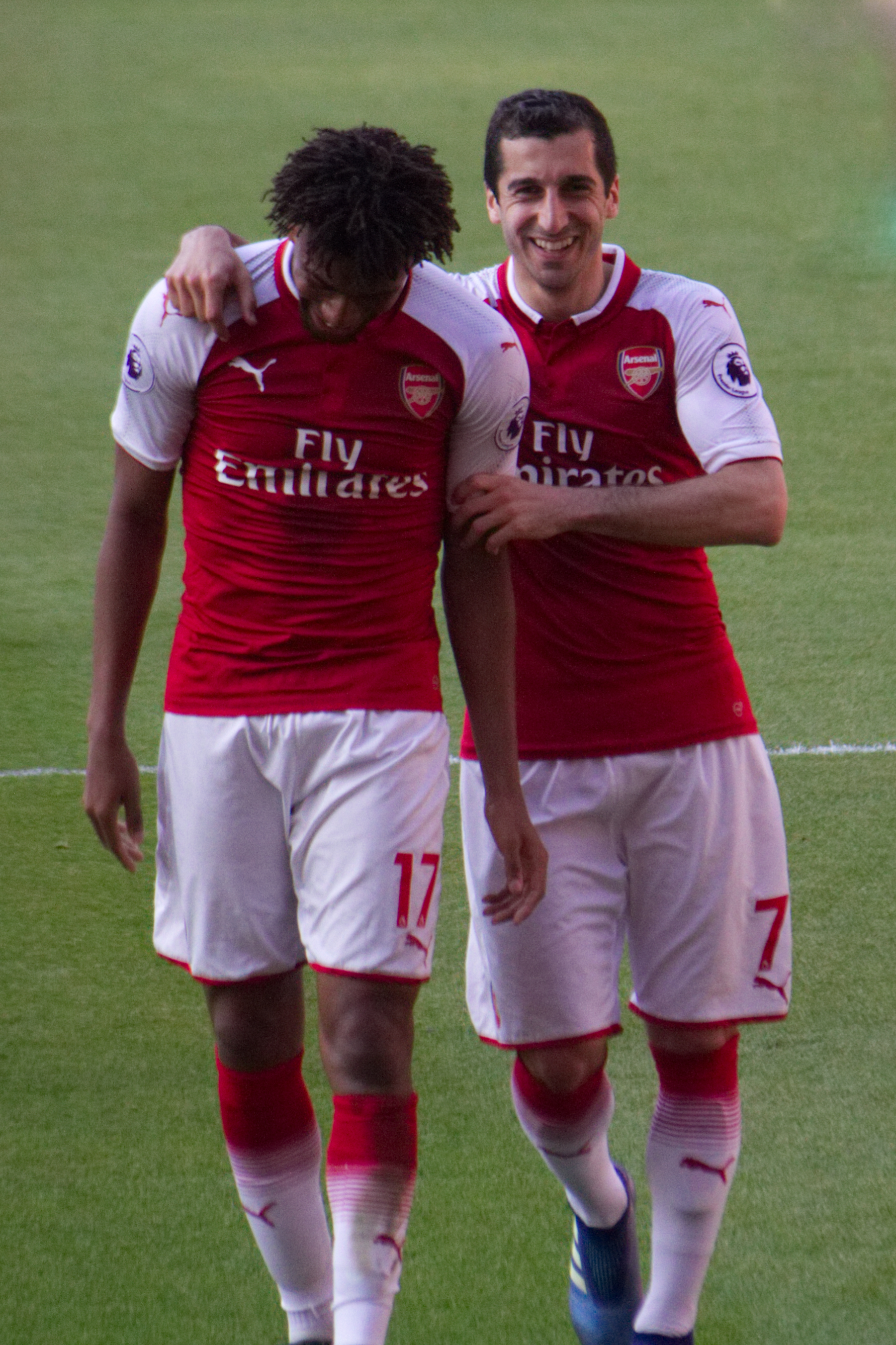
Mkhitaryan comemorando um gol com Iwobi pelo Arsenal.

No dia 22 de janeiro de 2018, assinou com o Arsenal, que em troca cedeu Alexis Sánchez ao United.
Sua passagem nos Gunners também não foi recheada de sucessos. O jogador conseguia ter uma sequência similar a que tinha nos primeiros momentos pelo United, mas lesões o atrapalharam nesse percurso. O baixo desempenho coletivo da equipe – que terminou a Premier League em 6º e 5º colocado nos anos em que o armênio esteve no elenco – também contribuiu para que o jogador não tivesse troféus em sua curta passagem na equipe de Londres.
Seu grande destaque aconteceu nas duas vezes que disputou a Europa League pelo time vermelho. Na primeira, chegou na metade da temporada e marcou um gol no Milan pelas oitavas de final da Liga Europa da UEFA de 2017–18. O armênio não fizera mais gols e o time foi eliminado na semifinal para o Club Atlético de Madrid.
Pela Liga Europa da UEFA de 2018–19, o jogador não fez nenhum gol, mas sua passagem na competição ficou marcada por um evento fora dos gramados. A equipe inglesa eliminava seus adversários em uma ótima campanha, mas a decisão da competição seria realizada no Azerbaijão, país que possuía um conflito bélico que ocorrera em 2016 entre o país sede e o país natal de Henrikh.
Mesmo com a Uefa comunicando de que o jogador armênio estaria em segurança, Mkhitaryan, em conjunto com o clube e sua família, decidiu que não participaria da decisão diante o Chelsea. E assim foi, a equipe deixou de levá-lo em sua viagem e os Gunners foram derrotados por 4 a 1.
Mesmo não tendo uma campanha memorável, o jogador tivera bons momentos, sendo o mais especial o seu doblete contra o Southampton na 17ª rodada da Premier League de 2018–19. De tal modo, após ter uma baixa frequência no começo da Premier League de 2019–20, decidiu que deixaria Londres para assinar com outra equipe. Terminou seu período de uma temporada e meia com nove gols em 59 partidas.

### Roma
Após perder espaço nos Gunners com diversas lesões, foi emprestado a Roma no dia 2 de setembro de 2019.
| “                                           | É uma grande oportunidade para começar um novo capítulo, com um grande clube. Eu sei o que a Roma significa e tenho certeza que podemos alcançar grandes conquistas juntos. | ” |
| — Declarou o meia, durante sua apresentação | |   |

Já em sua estreia, o jogador estufou as redes do Sassuolo na primeira rodada da Série A de 2019–20. Mesmo sofrendo com outras lesões ao longo da época, o jogador conseguiu ter certo destaque na competição e chegou a marca de nove gols em 22 partidas de Campeonato Italiano.
Após uma boa primeira época, mesmo longe de títulos, o armênio tinha o interesse de permanecer na equipe italiana. Desse modo, optou por rescindir o seu contrato com os Gunners para estar livre para assinar em definitivo com o clube da capital.
E foi jogando a temporada de 2020–21 que o jogador reencontrou sua fase goleadora. Pela Série A, fizera seu primeiro tento na mesma rodada que marcou um hat-trick contra o Genoa. Na oitava rodada, uma após o triplete, fizera dois tentos na mesma partida contra o Parma.
O jogador seguiu sua boa fase fazendo gols em diversas partidas do Campeonato. Outro grande momento seu na Série A ocorreu na reta final ao marcar quatro gols consecutivos (nas últimas quatro rodadas) contra o Crotone, Inter de Milão, Lazio e Spezia Calcio.
Seus 13 gols em 34 partidas da Série A o deixaram longe de alcançar o artilheiro Cristiano Ronaldo (que havia 29); suas 10 assistências fizeram com que o armênio quase alcançasse o topo da lista de passes a gol, mas foi superado, em um, por Romelu Lukaku e Ruslan Malinovskyi.
Nessa mesma época, o atleta tivera a oportunidade de disputar a Liga Europa da UEFA de 2020–21. Lá, todavia, marcou apenas um gol relâmpago contra o Cluj e contemplou a equipe rumar às semifinais – onde foram derrotados pelo Manchester United.
Henrikh permaneceu no clube mais uma época e estreou na Série A de 2021–22 fazendo um gol contra a Fiorentina, dessa vez sob o comando do seu antigo técnico: José Mourinho. Ao longo da época, contudo, o armênio foi menos eficaz em relação aos tentos e, somado a outras lesões, não tivera números expressivos como outrora. De fato, concluiu sua passagem pela Liga Italiana com cinco gols em 31 jogos.
Sua melhor chance de levantar um troféu, enquanto jogador da Roma, aconteceu na Liga Conferência Europa da UEFA de 2021–22. A equipe ganhou vaga à Fase de Grupos por conta da irregular época anterior e novamente sob o comando de Mourinho, Mkhitaryan chegou a uma final Continental, – mas sem nenhum gol marcado na trajetória. Quando chegaram à decisão, contra o Feyenoord, Henrikh lesionou-se antes dos 20 minutos do primeiro tempo e foi substituído. Ao apito final, os seus companheiro venceram a partida por 1 a 0.
Ao final da época, o jogador sentia-se motivado a sair do clube para conquistar mais troféus. De acordo com o próprio, Mourinho o comunicou de que gostaria que o armênio ficasse, mas a escolha do atleta era de assinar com outra equipe que havia feito uma proposta.
No total pela Roma, Mkhitaryan fez 117 partidas, marcou 29 gols e deu 27 assistências durante duas temporadas e meia.

### Internazionale
Em 2 de julho de 2022, a Internazionale anunciou a contratação de Henrikh Mkhitaryan por duas temporadas.

## Vida Pessoal

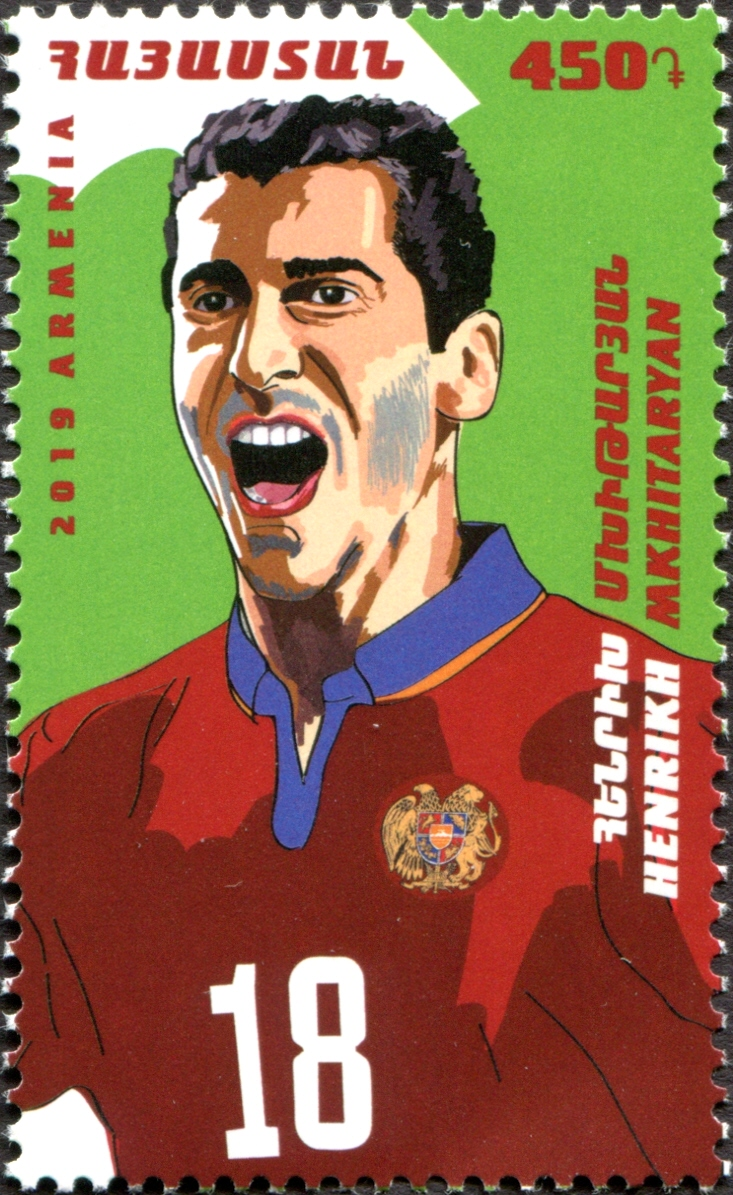
Selo armênio de 2019 em homenagem ao atleta

Henrikh passou sua infância na França, pois seu pai, Hamlet Mkhitaryan, era um jogador de futebol profissional de um clube da Ligue 2. Todavia, seu progenitor tivera uma morte prematura por conta de um tumor no cérebro e a família do jovem decidiu retornar à Armênia e lá fazer sua vida.
| “                                      | Ele era meu motor, então ele era minha motivação porque quando eu era jovem ele jogava futebol profissionalmente e eu sempre sonhei em ir com ele para o campo de treinamento. Era meu sonho continuar seu trabalho e também ser um jogador de futebol. Ele tinha 33 anos, eu tinha sete anos na época, então, sim, é uma pena, mas é a vida. A vida continua e espero que ele esteja orgulhoso olhando para mim do céu, então tento fazer de tudo para deixá-lo orgulhoso. | ” |
| — Mkhitaryan sobre a morte de seu pai. | |   |

## Títulos
Pyunik

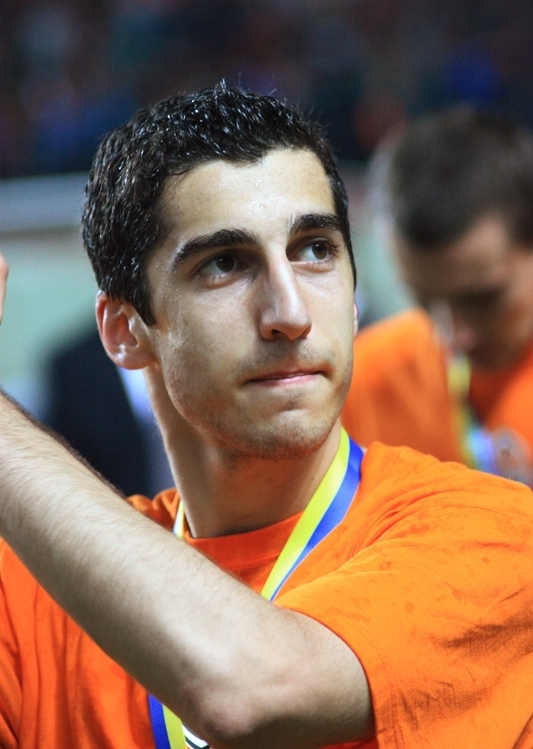
Mkhitaryan com a medalha de campeão da Copa da Ucrânia de 2010–11.

- Campeonato Armênio: 2005, 2006, 2007, 2008 e 2009
- Supercopa da Armênia: 2006 e 2007
- Copa da Armênia: 2009

Shakhtar Donetsk
- Campeonato Ucraniano: 2010–11, 2011–12 e 2012–13
- Copa da Ucrânia: 2010–11, 2011–12 e 2012–13
- Supercopa da Ucrânia: 2012

Borussia Dortmund
- Supercopa da Alemanha: 2014

Manchester United
- Supercopa da Inglaterra: 2016
- Copa da Liga Inglesa: 2016–17
- Liga Europa da UEFA: 2016–17

Roma
- Liga Conferência Europa da UEFA: 2021–22

Internazionale
- Supercopa da Itália: 2022 e 2023
- Copa da Itália: 2022–23
- Campeonato Italiano – Série A: 2023–24

### Prêmios individuais
- Futebolista Armênio do Ano: 2009, 2011, 2012, 2013, 2014, 2015, 2016, 2017, 2019, 2020, 2023
- Melhor Jogador dos Países Bálticos: 2012, 2013[101]
- 90º melhor jogador do ano de 2012 (The Guardian)[21]
- Melhor Jogador da Liga Ucraniana: 2012–13[24]
- Melhor Jogador do Mês da Bundesliga: abril de 2016[102]
- Equipe da Temporada da Bundesliga: 2015–16[103]
- Jogador da Temporada da Bundesliga: 2015–16[104]
- 57º melhor jogador do ano de 2016 (The Guardian)[105]
- 84º melhor jogador do ano de 2016 (Marca)[106]
- Gol do Mês da Premier League: dezembro de 2016[65]
- Gol da Temporada do Manchester United: (vs Sunderland, 27 de dezembro de 2016)[64]
- Time da Temporada da Liga Europa: 2016–17[6]

### Artilharias
- Campeonato Ucraniano de Futebol: 2012–13 (25 gols)
- Copa da Alemanha: 2015–16 (5 gols)

### Assistências
- Bundesliga: 2015–16 (15 assistências)
- Copa da Liga Inglesa: 2016–17 (3 assistências)